# 콜롬비아의 역사

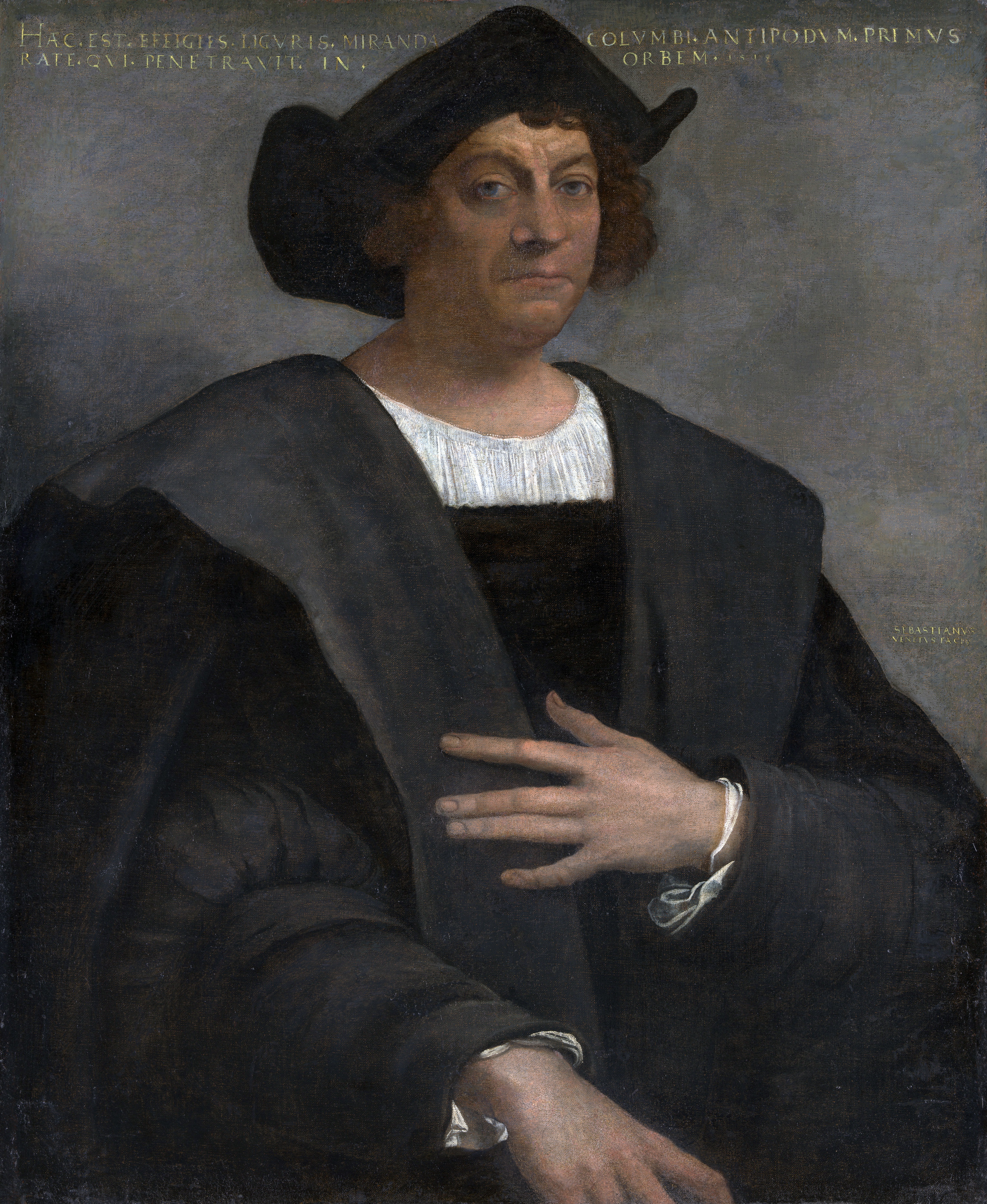
크리스토퍼 콜럼버스

콜롬비아라는 이름은 아메리카 대륙의 항로를 처음으로 발견한 크리스토퍼 콜럼버스(이탈리아어: Cristoforo Colombo, 에스파냐어: Cristóbal Colón)의 이름을 따서 프란시스코 데 미란다가 지은 것이다. 당시 스페인과 포르투갈이 지배하던 아메리카 대륙의 식민지들을 일컫는 말로 쓰이던 이 명칭은 나중에 1819년 시몬 볼리바르에 의해 건국된 옛 누에바그라나다 부왕령 땅(현재의 콜롬비아, 파나마, 베네수엘라, 에콰도르)에 건국한 그란콜롬비아에서 채택되었다.
1830년 베네수엘라와 에콰도르가 떨어져나가고 쿤디나마르카 지역만 남으면서 새 나라를 누에바그라나다 공화국으로 지었다. 1858년 신 그라나다가 공식 국호를 그라나다 연합으로 개칭했다가 1863년 콜롬비아 합중국으로 바꿨고, 그 뒤 1886년 콜롬비아 공화국으로 바꿔서 오늘까지 이르고 있다.

## 선사시대 - 식민지 이전
기원전 약 1만년전, 사냥과 채집 생활을 하는 부족이 오늘날의 보고타 부근(엘 아브라(El Abra)와 테켄다마(Tequendama) 지역)에 존재하였다. 이들은 막달레나 강 계곡에서 살면서 서로 문화 교류를 하였다. 기원전 1천년경, 아메리카 토착민 무리들은 카치케(cacique)라 불리는 우두머리의 지도로 피라미드 구조의 정치 체계인 카치카즈고(cacicazgo)를 발달시켰다. 콜롬비아에서 가장 복잡한 카치카즈고 체계를 가진 2개의 문명은 카리브해 연안 지역의 타이로나(Tayrona)와 보고타 부근의 고원 지역의 무이스카(Muisca)이었다. 두 문명은 모두 치브카(Chibcha) 어족에 속한다. 무이스카 사람들은 잉카 문명에 이어서 남 아메리카에서 두 번째로 발달된 정치 체계를 가졌던 것으로 여겨진다. 그 외에도 킴바야같은 토착 부족들이 살고 있었다.

## 식민지에서 해방전쟁까지
로드리고 데 바스티다스(Rodrigo de Bastidas)가 이끄는 스페인 탐험가들이 1499년 카리브해 연안을 처음으로 탐험하였다. 크리스토퍼 콜럼버스는 1502년 카리브해 지역을 항해하였다. 1508년, 바스코 누녜즈 데 발보아(Vasco Nuñez de Balboa)는 우라바 지역을 통해, 이 지역을 정복하기 시작하였다. 1513년 그는 태평양(그는 이것을 남쪽의 바다(Mar del Sur)라 명명하였다.)을 처음 발견한 유럽사람이었다. 이 발견으로 스페인 사람들이 페루와 칠레에 들어올 수 있었다. 그 지역의 인구 구성원들은 칩찬(Chibchan)과 카리브(Carib)의 수백 개의 부족으로 이루어져 있었는데, 현재는 캐리비안 사람들로 알려진 부족들이다. 스페인사람들은 이들을 전쟁과 동맹을 통하여 정복하였다. 이 와중에, 천연두 같은 질병도 함께 들어왔다. 정복과 인종 청소는 원주민들의 인구 감소를 가져왔다. 16세기에, 유럽인들이 아프리카로부터 노예들을 데려오기 시작하였다.
이후, 누에바 그라나다 부왕령(오늘날의 콜롬비아, 베네수엘라, 에콰도르, 파나마를 포괄한다)이 들어섰고 보고타를 수도로 두었다. 정복과 식민화의 시작 이후, 스페인의 지배에 대항하는 여러 번의 무장 봉기가 있었으나, 그 대부분은 상황을 반전시키기에는 너무 힘이 미약하였다.

## 독립 지사들과 시몬 볼리바르의 독립 전쟁
스페인으로부터의 완전한 독립을 추구한 마지막 운동이 1810년 무렵에 일어났다. 이것은 1804년 생도맹그(오늘날의 아이티)의 독립에 따른 것으로서, 이것은 시몬 볼리바르나 프란시스코 데 파울라 산탄데르(Francisco de Paula Santander) 같은 마지막의 반군 지도자에게 무시할 수 없을 정도의 지원을 한 것이었다. 베네수엘라인인 시몬 볼리바르는 콜롬비아의 초대 대통령이 되었고, 프란시스코 데 파울라 산탄데르는 콜롬비아의 부통령이 되었고, 이어서 시몬 볼리바르가 권좌에서 물러난 이후에는 두 번째 대통령이 되었다. 반군 운동은 1819년에 마침내 성공하였고, 누에바 그라나다 부왕령은 에콰도르, 콜롬비아(당시 파나마는 콜롬비아의 한 부분이었다.), 베네수엘라를 회원국으로 하는 그란콜롬비아 연방을 형성하였다.

## 누에바 그라나다 공화국 - 콜롬비아 합중국까지
1830년 그란콜롬비아는 베네수엘라와 에콰도르가 탈퇴하면서 와해되고, 오늘날 콜롬비아와 파나마에 해당하는 지역에 누에바 그라나다 공화국이 출범했다. 이 새 국가는 그라나다 연방(1858년)이나 이후 콜롬비아 합중국(1863년)같은 연방주의 체제를 실험했으나 결국 1886년 콜롬비아 공화국이 선포되었고, 1903년 파나마에서 일어나는 반란을 지원한 미국 정부에 의해서 파나마가 분리당하였다.

## 콜롬비아 내전
콜롬비아는 헌법 정치의 역사가 길며, 자유주의와 보수주의 정당이 각각 1848년, 1849년 창당되어 아메리카에서 가장 오래된 정당으로 남아있다. 그러나 둘 사이에 긴장은 천일전쟁(1899~1902)이나 1948년의 라 비올렌시아같은 폭력 사태로 이어지기도 했다. 1903년 제2차 세계대전 전에는 진보적인 자유당이 정권을 쥐었으나, 1946년에 보수당이 정권을 되찾아, 야당 사이에는 유혈의 정쟁이 계속되었다. 1958년에 맺은 국민전선협정(양당이 교대로 정권담당)이 1974년에 만료되었다.
1960년대부터 정부군과 좌익 반군, 우익 준군사조직이 오랫동안 무장 투쟁을 벌였다. 코카인 거래 때문에 1990년대에 이 싸움은 크게 확대되었다. 그러나 반군들이 군사력과 정부 전복에 대한 대중의 지지를 잃었으며, 최근에는 폭력 사태가 완화되고 있다. 많은 준군사조직이 정부와 평화 협의를 거치며 해산되었으며, 게릴라들은 한때 그들이 지배하던 여러 지역에서 힘을 잃었다. 그러는 사이 콜롬비아의 살인율은 오랫동안 세계 최고치를 보였다가 2002년부터 절반으로 떨어지고 있다.

## 같이 보기
- 아메리카의 역사
- 콜롬비아의 대통령
- 콜롬비아 분쟁